# Xanthorhoe aphanta
Xanthorhoe aphanta là một loài bướm đêm trong họ Geometridae.